# STU Tbilisi
STU Tbilisi (Sakartvelos Teknikuri Universiteti Tbilisi, Georgiens tekniska universitet i Tbilisi; georgiska: სტუ თბილისი) är en georgisk fotbollsklubb baserad i huvudstaden Tbilisi. Klubben spelar för närvarande i Pirveli Liga (andra nivån i det georgiska ligasystemet) och spelar sina hemmamatcher på Sport kompleksi Sjatili som tar 2000 åskådare.